# Paradiso (Amsterdam)
Pour les articles homonymes, voir Paradiso (homonymie).
Le Paradiso est une salle de concert et un centre culturel néerlandais ouvert en mars 1968 à Amsterdam. Il est situé dans une ancienne église, bâtie entre 1879 et 1880. Il se trouve au sud-est de la Leidseplein, l'un des centres touristiques et culturels de la ville, près de la Max Euweplein, au no  6 du Weteringschans, devant le Stadhouderskade.

## Installations
Dans les années 1970, la municipalité souhaite fermer la nouvelle salle de concert pour faire édifier un hôtel et des appartements. Ce projet est annulé après des manifestations dans le quartier. Le Paradiso est rénové en 1993.

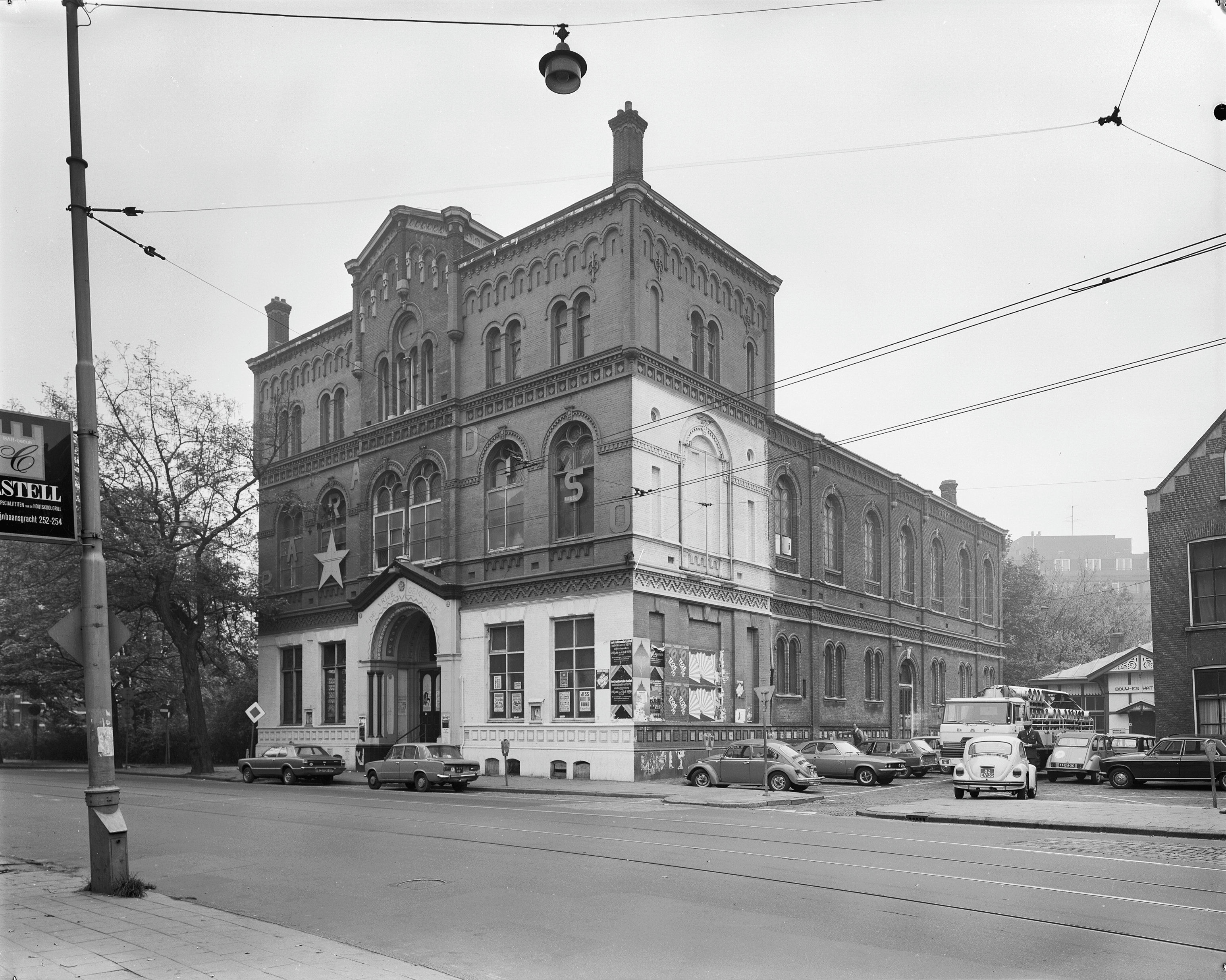
Le Paradiso en 1976.

Le Paradiso comprend une salle de concert avec des balcons sur deux étages d'une capacité de 1 500 personnes. Une petite salle au premier étage peut accueillir 250 personnes.
En 2022, un plan d'extension est annoncé afin d'améliorer la capacité d'accueil dans les zones annexes sur le modèle de l'entrée souterraine de la Mauritshuis à La Haye. Un nouveau bâtiment adjacent est également prévu dans le but de libérer le troisième étage de l'ancienne église des installations techniques qu'il comprend. Le nouveau bâtiment permettra aussi aux artistes en résidence d'enregistrer en studio et d'offrir des cours étudiants en partenariat avec le Conservatoire d'Amsterdam.

## Programmation

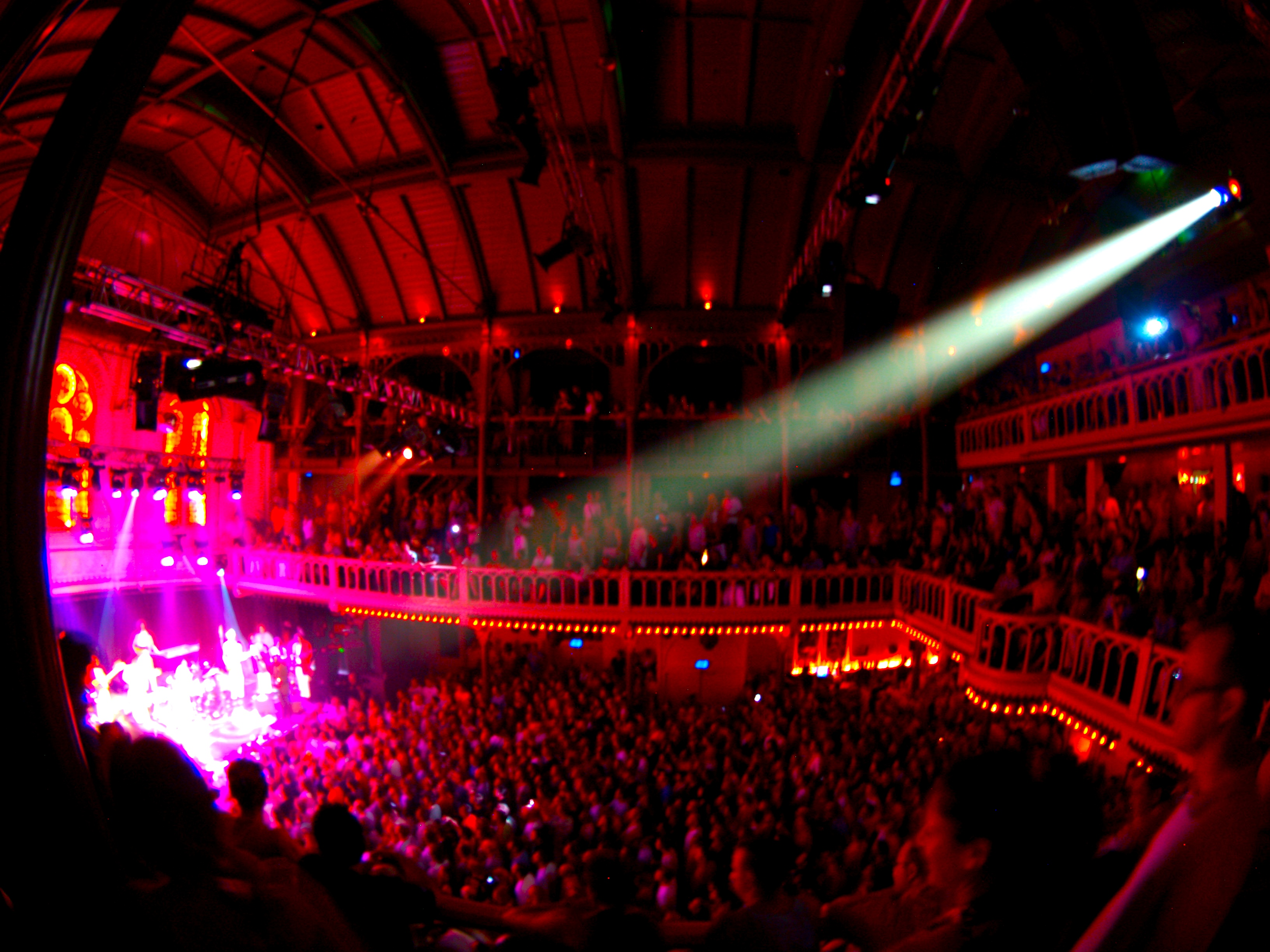
James Brown au Paradiso en juillet 2006.

Le club reçoit le surnom de « Poptemple » après être devenu la principale boîte de nuit à Amsterdam diffusant de la pop et en recevant les plus grands groupes depuis plus de quarante ans. Gert van Veen y est en résidence à partir de la fin des années 1990, après une première soirée donnée par son groupe Quazar lors de leur tournée « Atmosphere », effectuée conjointement avec Surkus et Eton Crop en 1991.
Lorsqu'il ne propose pas d'événements en lien avec la musique électronique, le Paradiso accueille de petits concerts d'artistes locaux ou internationaux choisissant de ne pas se produire dans des salles plus grandes, telles la Johan Cruyff Arena ou le Ziggo Dome.